# 老爺酒店集團
老爺酒店集團 Hotel Royal Group 以「創造精彩難忘的故事」為品牌核心價值，共有14個飯店據點。在臺灣，老爺酒店集團擁有3個飯店品牌：老爺酒店 Hotel Royal、老爺行旅 The Place、老爺會館 Royal Inn。
- 老爺酒店 Hotel Royal

國際星級渡假酒店，目前有5個據點：台北老爺酒店（委由日航酒店國際連鎖經營）、知本老爺酒店、新竹老爺酒店、礁溪老爺酒店、北投老爺酒店。
- 老爺行旅 The Place

設計型精品酒店，目前有3個據點：台南老爺行旅、台中大毅老爺行旅、南港老爺行旅。
- 老爺會館 Royal Inn

城市型商務旅店，目前有2個據點：老爺會館台北南西、老爺會館台北林森。
- 海外飯店 Oversea

海外投資4家酒店，分別為帛琉老爺酒店、模里西斯帝王酒店、尼加拉瓜馬拿瓜皇冠廣場酒店、西貢老爺酒店。
另成立老爺管理顧問公司，專職飯店業的研究、開發、規劃與管理。

## 歷史沿革
1970-1990年
- 1977年6月金府大飯店開工，同年11月金府大飯店開幕（第一家老爺酒店）。
- 1981年4月台北老爺酒店開工，1983年8月台北老爺酒店與日航簽約，同年10月台北老爺酒店完工（第二家老爺酒店）。
- 1989年模里西斯帝王酒店開工。

1991-2000年
- 1990年3月知本老爺酒店開工，1992年11月知本老爺酒店開幕（第四家老爺酒店）。
- 1991年10月模里西斯帝王酒店開幕（第三家老爺酒店）。
- 1993年12月正式接管尼加拉瓜馬拿瓜皇冠廣場酒店（第五家老爺酒店）。
- 1996年新竹老爺酒店原大樓變更結構，興建酒店。1998年完工，1999年1月新竹老爺酒店開幕（第六家老爺酒店）。
- 1997年10月知本老爺酒店申請公開發行股票，1999年12月知本老爺酒店股票以觀光類股掛牌上櫃。

2001-2010年
- 2001年9月老爺管理顧問公司成立。
- 2002年3月礁溪老爺酒店開工，2003年1月金府大飯店更名為老爺商務會館。
- 2004年1月帛琉老爺酒店開工，同年礁溪老爺酒店、帛琉老爺酒店籌備展開。
- 2005年4月礁溪老爺酒店開幕（第七家老爺酒店）；同年6月帛琉老爺酒店開幕（第八家老爺酒店）。
- 2009年2月西貢老爺酒店與日航簽訂開工動土，2011年12月西貢老爺酒店開幕（第九家老爺酒店）。
- 2010年中榮康公司「北投觀光醫療暨健康保健中心營運移轉案」（北投老爺酒店開發案）與老爺管理顧問公司洽談合作；同年統正公司「南紡後甲廠旅館開發案」（台南老爺行旅開發案）與老爺管理顧問公司洽談合作。

2011-2020年
- 2012年8月台南老爺行旅開工；2013年6月老爺會館台北林森開幕（第十家老爺酒店）。
- 2013年新光金控旗下新光人壽公司標得「台北市南港軟體工業園區地上權」（台北南港老爺行旅開發案）與老爺管理顧問公司洽談合作；同年大毅建設公司標得「國有財產署地上權」（台中大毅老爺行旅開發案）與老爺管理顧問公司洽談合作。
- 2014年12月北投老爺酒店開幕（第十一家老爺酒店）
- 2015年台南老爺行旅開幕（第十二家老爺酒店）；同年台中大毅老爺行旅、台北南港老爺行旅動工。
- 2016年全聯善美的文化藝術基金會取得傳藝中心經營權（宜蘭傳藝老爺行旅開發案）與老爺管理顧問公司洽談合作。
- 2017年老爺酒店集團總裁林清波獲「台灣觀光特殊貢獻獎」。同年4月宜蘭傳藝老爺行旅開幕（第十三家老爺酒店，現已歇業）。
- 2018年7月台中大毅老爺行旅開幕（第十四家老爺酒店）；2019年3月南港老爺行旅開幕（第十五家老爺酒店）。

## 臺灣據點
老爺酒店
- 台北老爺酒店 (Hotel Royal-Nikko Taipei)：台北市中山區中山北路二段37-1號，1984年1月10日開幕，委由日航酒店國際連鎖經營，共有202間客房，交通部觀光局星級旅館評鑑為五星級觀光飯店。[1]
- 知本老爺酒店 (Hotel Royal Chihpen)：台東縣卑南鄉溫泉村龍泉路113巷23號，1992年11月29日開幕，共有183間客房，為東台灣第一家國際級溫泉渡假休閒旅館，交通部觀光局星級旅館評鑑為五星級觀光飯店。
- 新竹老爺酒店 (Hotel Royal Hsinchu)：新竹市東區光復路一段227號，1999年1月15日開幕，共有208間客房，交通部觀光局星級旅館評鑑為五星級觀光飯店。
- 礁溪老爺酒店 (Hotel Royal Chiaohsi)：宜蘭縣礁溪鄉大忠村五峰路69號，2005年4月30日開幕，共有198間套房，交通部觀光局星級旅館評鑑為五星級觀光飯店。
- 北投老爺酒店 (Hotel Royal Beitou)：台北市北投區中和街2號，2014年12月20日開幕，共有50間客房，國內首創的「健康療癒型飯店」。

老爺行旅
- 台南老爺行旅 (The Place Tainan)：位於台南市東區中華東路一段368號，南紡購物中心5至9樓，共有223間客房，於2014年12月30日開幕。[2]
- 宜蘭傳藝老爺行旅 (The Place Yilan)：位於宜蘭縣五結鄉五濱路二段201號，已於2021年8月底歇業，[3]原址由煙波國際觀光集團接手成立新品牌煙波花時間名義營運。
- 台中大毅老爺行旅 (The Place Taichung)：位於台中市西區英才路601號，座落台中草悟道商圈，2018年7月17日開幕，共有170間客房，9種房型。
- 南港老爺行旅 (The Place Taipei)：位於台北市南港區經貿二路196號10F，鄰近於南港展覽館，2019年3月21日開幕，共有179間客房，4種房型。

老爺會館
- 老爺會館台北南西 (Royal Inn Taipei Nanxi)：位於台北市中山區南京西路1號8樓，座落於中山南西商圈，1977年11月3日開幕，共有80間客房。
- 老爺會館台北林森 (Royal Inn Taipei Linsen)：位於台北市中山區林森北路83號4樓，鄰近於華山文創園區，2013年6月25日開幕，共有81間客房。

## 海外據點
海外酒店
- 帛琉老爺酒店 (Palau Royal Resort)：2005年6月28日開幕，共有157間套房，由老爺酒店集團開發，委由日航酒店國際連鎖營運。
- 模里西斯帝王酒店 (Hotel Sofitel Mauritius L`Impérial Resort)，共有191間客房。
- 尼加拉瓜馬拿瓜皇冠廣場飯店 (Crowne Plaza Hotel Managua)，共有140間客房。
- 西貢老爺酒店 (Hotel Nikko Saigon)：2011年12月開幕，擁有334間客房及公寓的5星級酒店。

## 官方網站
- 老爺酒店集團 （页面存档备份，存于）
- 台北老爺酒店 （页面存档备份，存于）
- 知本老爺酒店 （页面存档备份，存于）
- 新竹老爺酒店 （页面存档备份，存于）
- 礁溪老爺酒店 （页面存档备份，存于）
- 北投老爺酒店 （页面存档备份，存于）
- 台南老爺行旅 （页面存档备份，存于）
- 台中大毅老爺行旅 （页面存档备份，存于）
- 南港老爺行旅 （页面存档备份，存于）
- 老爺會館台北南西 （页面存档备份，存于）
- 老爺會館台北林森 （页面存档备份，存于）
- 帛琉老爺酒店 （页面存档备份，存于）
- 模里西斯帝王酒店
- 尼加拉瓜馬拿瓜皇冠廣場酒店 （页面存档备份，存于）
- 西貢老爺酒店 （页面存档备份，存于）
- 老爺管理顧問公司 （页面存档备份，存于）